# Stenocercus angel
Stenocercus angel — вид ігуаноподібних ящірок родини Tropiduridae. Мешкає в Колумбіїі і Еквадорі.

## Поширення і екологія
Stenocercus angel мешкають в Андах на південному заході Колумбія (Каука, Нариньйо) та на півночі Еквадору (Карчі, Імбабура). Вони живуть на високогірних луках парамо та на високогірних чагарникових заростях, на висоті від 2400 до 3560 м над рівнем моря.

## Збереження
МСОП класифікує стан збереження цього виду як близький до загрозливого. Stenocercus angel загрожує знищення природного середовища.